# Technomyrmex difficilis

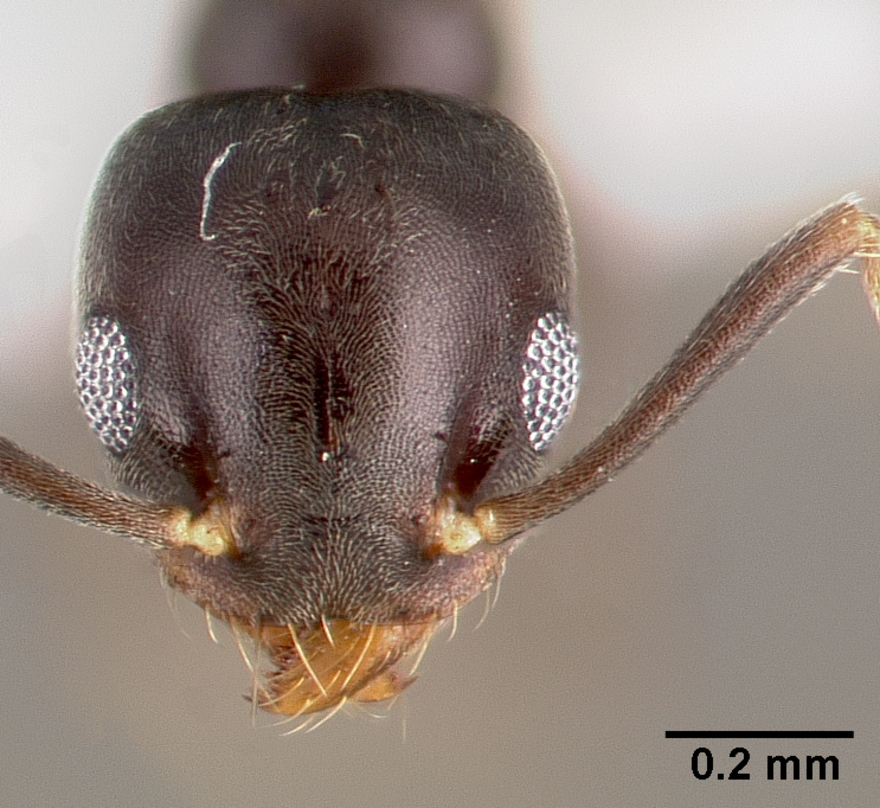
Муравей Technomyrmex difficilis

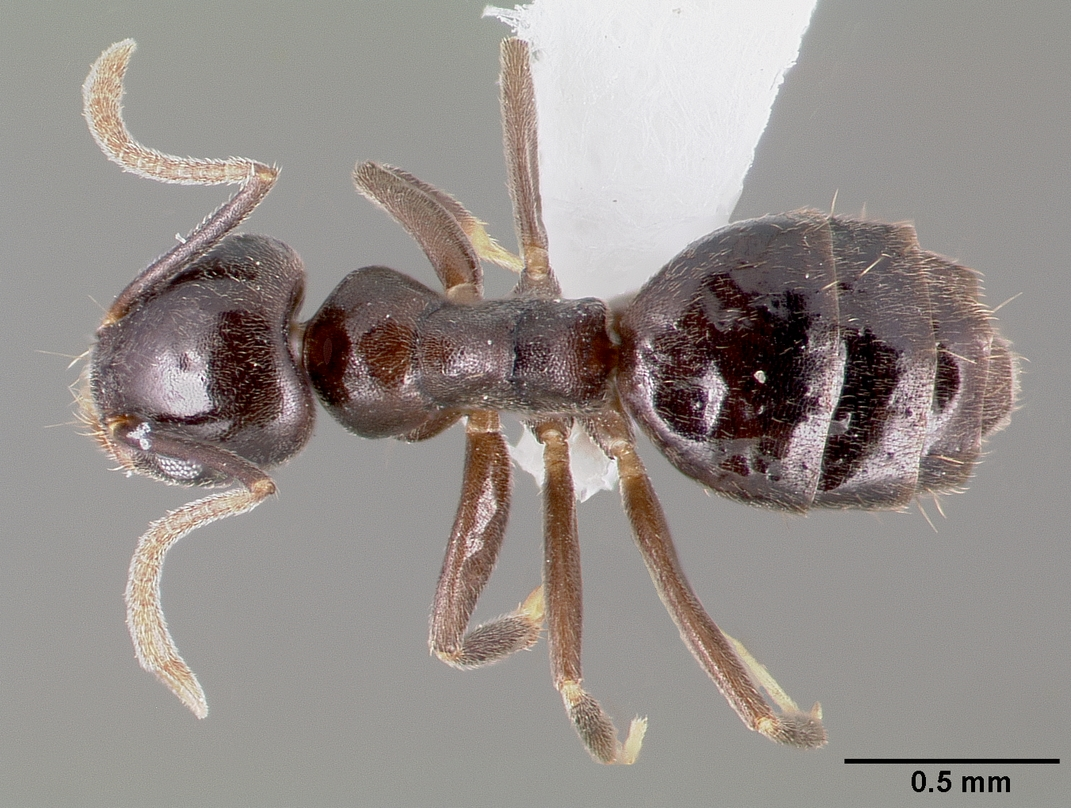
Муравей Technomyrmex difficilis

Technomyrmex difficilis (лат. ) — вид муравьёв рода Technomyrmex из подсемейства долиходерины (Dolichoderinae, Tapinomini). Инвазивный вид.

## Распространение
Мадагаскар. Инвазивный вид, развезённый по всему миру, включая такие регионы, как Афротропика (ЮАР), Юго-Восточная Азия, Северная Америка (США), Австралия.

## Описание
Мелкие земляные муравьи (длина менее 3 мм), в основном коричневато-чёрного цвета (лапки светлее). Длина головы от 0,57 до 0,76 мм, ширина головы от 0,52 до 0,69 мм, длина скапуса усика от 0,52 до 0,74 мм. От близких видов (Technomyrmex albipes) отличается одной пары щетинок на задней части головы и удлинённой формой промезонотума. Усики самок и рабочих 12-члениковые (у самцов антенны состоят из 13 сегментов). Жвалы рабочих многозубчатые (примерно с десятью зубцами). Нижнечелюстные щупики, как правило, 6-члениковые, нижнегубные щупики состоят из 4 сегментов (формула 6,4). Голени средних и задних ног с одной апикальной шпорой. Проподеум без зубцов. 
Стебелёк между грудкой и брюшком состоит из одного небольшого сегмента (петиоль низкий, редуцировнный, без чешуйки или узелка). Жало отсутствует. Гнездятся в гнилой древесине.

### Детали строения самцов

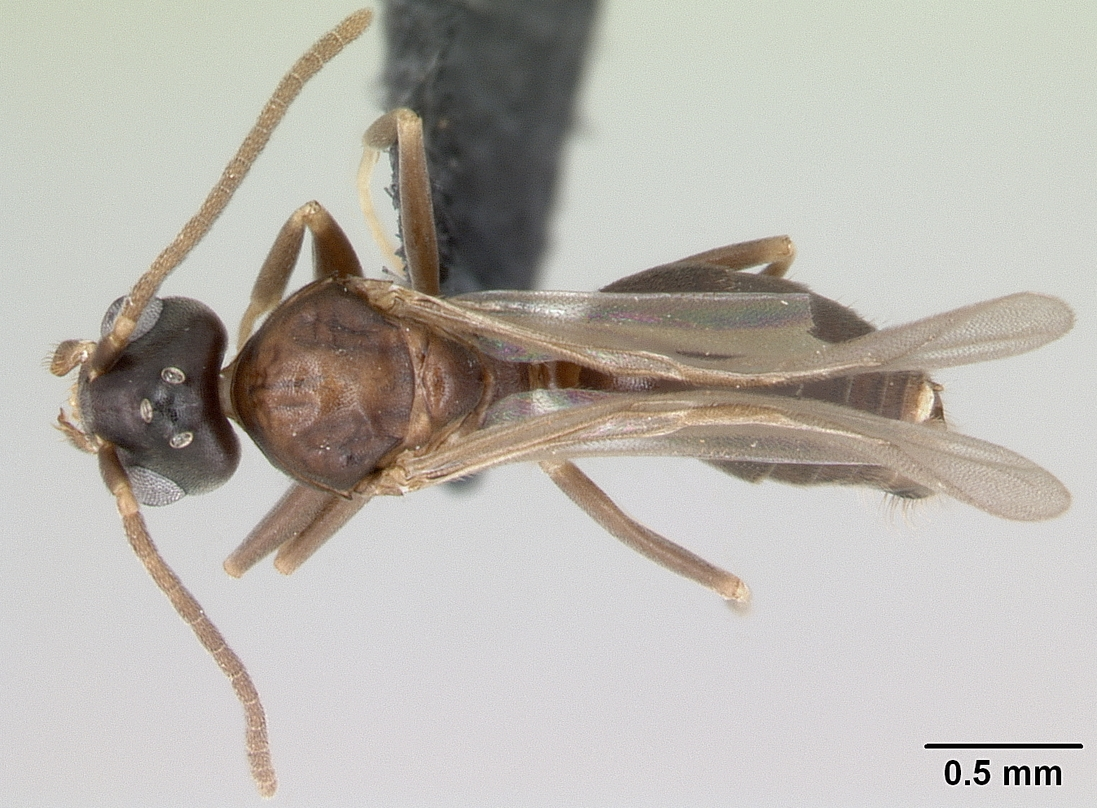
Самец сверху
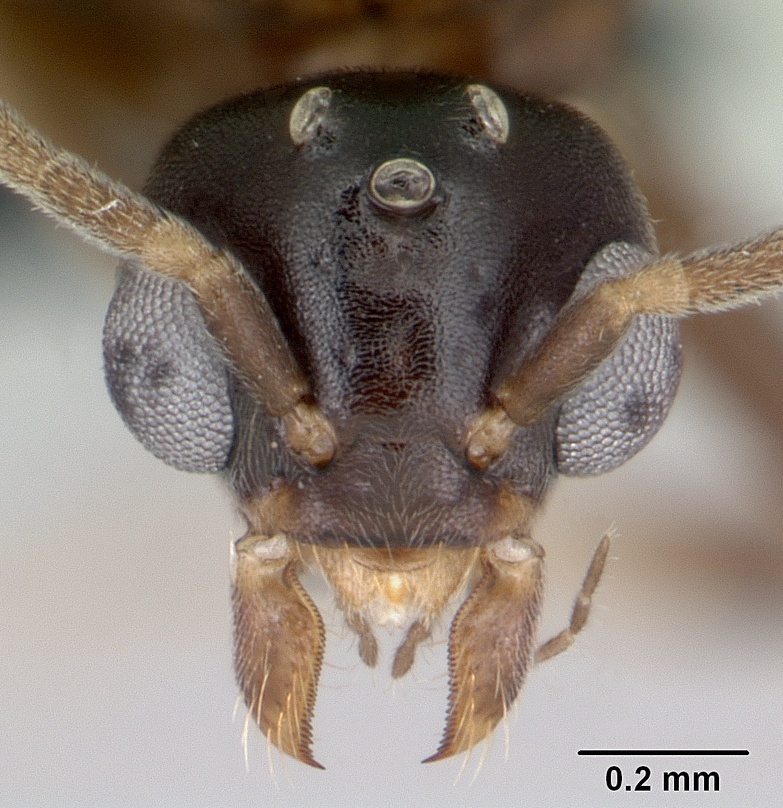
Голова самца
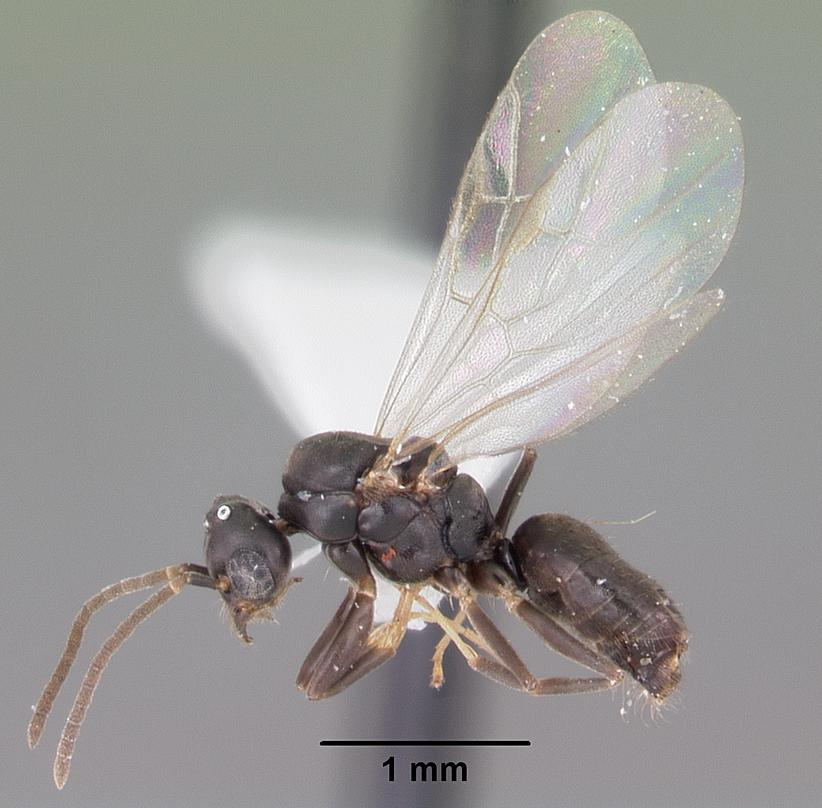
Самец сбоку
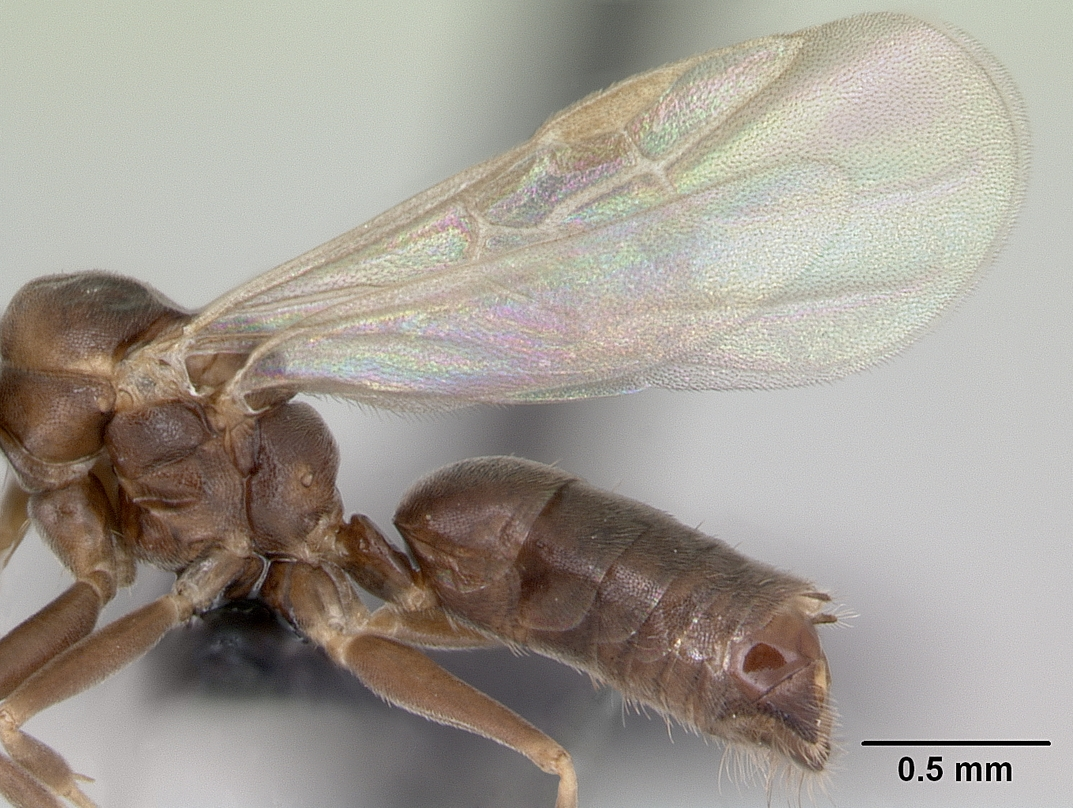
Крылья самца